# Chamoux-sur-Gelon
 Chamoux-sur-Gelon  es una población y comuna francesa, en la región de Ródano-Alpes, departamento de Saboya, en el distrito de Chambéry. Es el chef-lieu del cantón de Chamoux-sur-Gelon, aunque Coise-Saint-Jean-Pied-Gauthier la supera en población.

## Demografía
| 662 | 585 | 518 | 600 | 639 | 678 |
| Para los censos de 1962 a 1999 la población legal corresponde a la población sin duplicidades (Fuente: INSEE [Consultar]) |     |     |     |     |     |